# تپه آقا ولی ۴۰ - K
تپه آقا ولی ۴۰ - K مربوط به عصر مس جدید است و در شهرستان کنگاور، روستای قارلق واقع شده و این اثر در تاریخ ۱۰ دی ۱۳۸۱ با شمارهٔ ثبت ۶۶۳۳ به‌عنوان یکی از آثار ملی ایران به ثبت رسیده است.